# Reprezentacja Polski U-17 w piłce nożnej kobiet
Reprezentacja Polski U-17 w piłce nożnej kobiet – drużyna piłkarska do lat 17 reprezentująca Rzeczpospolitą Polską w zawodach międzynarodowych. Powoływana jest przez selekcjonera, mogą w niej występować wyłącznie zawodniczki posiadające obywatelstwo polskie. Za jej funkcjonowanie odpowiedzialny jest Polski Związek Piłki Nożnej, organ zarządzający piłką nożną w Polsce. Największym osiągnięciem reprezentacji jest zdobycie złotego medalu mistrzostw Europy w 2013.

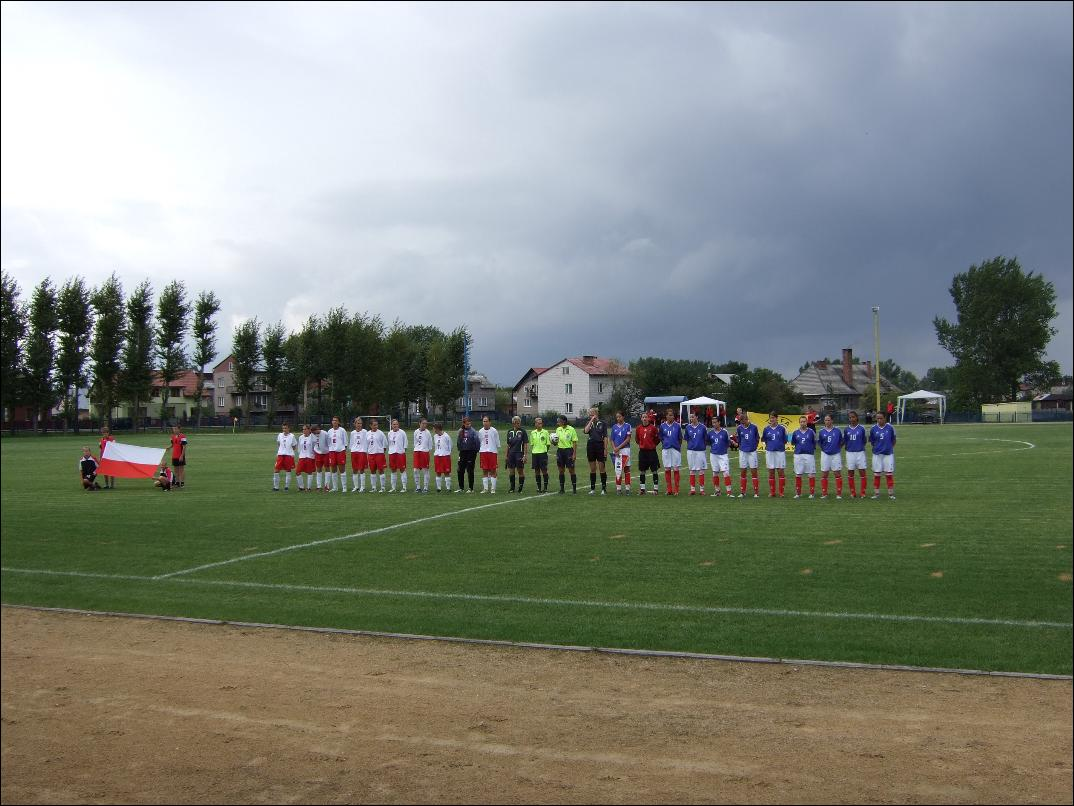
Mecz piłki nożnej kobiet U17 Polska-Francja w Żarnowcu

## Udział w turniejach międzynarodowych

### Mistrzostwa świata
Eliminacje w strefie europejskiej odbywają się poprzez mistrzostwa Europy w każdym roku parzystym.
| Rok   | Runda                   | Pozycja                 | M                       | W                       | R                       | P                       | GZ                      | GS                      |
| ----- | ----------------------- | ----------------------- | ----------------------- | ----------------------- | ----------------------- | ----------------------- | ----------------------- | ----------------------- |
| 2008  | Nie zakwalifikowała się | Nie zakwalifikowała się | Nie zakwalifikowała się | Nie zakwalifikowała się | Nie zakwalifikowała się | Nie zakwalifikowała się | Nie zakwalifikowała się | Nie zakwalifikowała się |
| 2010  | Nie zakwalifikowała się | Nie zakwalifikowała się | Nie zakwalifikowała się | Nie zakwalifikowała się | Nie zakwalifikowała się | Nie zakwalifikowała się | Nie zakwalifikowała się | Nie zakwalifikowała się |
| 2012  | Nie zakwalifikowała się | Nie zakwalifikowała się | Nie zakwalifikowała się | Nie zakwalifikowała się | Nie zakwalifikowała się | Nie zakwalifikowała się | Nie zakwalifikowała się | Nie zakwalifikowała się |
| 2014  | Nie zakwalifikowała się | Nie zakwalifikowała się | Nie zakwalifikowała się | Nie zakwalifikowała się | Nie zakwalifikowała się | Nie zakwalifikowała się | Nie zakwalifikowała się | Nie zakwalifikowała się |
| 2016  | Nie zakwalifikowała się | Nie zakwalifikowała się | Nie zakwalifikowała się | Nie zakwalifikowała się | Nie zakwalifikowała się | Nie zakwalifikowała się | Nie zakwalifikowała się | Nie zakwalifikowała się |
| 2018  | Nie zakwalifikowała się | Nie zakwalifikowała się | Nie zakwalifikowała się | Nie zakwalifikowała się | Nie zakwalifikowała się | Nie zakwalifikowała się | Nie zakwalifikowała się | Nie zakwalifikowała się |
| 2024  | Ćwierćfinały            | 8                       | 4                       | 1                       | 2                       | 1                       | 2                       | 1                       |
| Razem | Razem                   | 1/7                     | 4                       | 1                       | 2                       | 1                       | 2                       | 1                       |

### Mistrzostwa Europy
Polskiej drużynie dwukrotnie udało się zakwalifikować do finałów ME. W 2013 zdobyła tytuł mistrzowski, a w 2018 nie wyszła z grupy. 
| Rok   | Runda                   | Pozycja                 | M                       | W                       | R                       | P                       | GZ                      | GS                      |
| ----- | ----------------------- | ----------------------- | ----------------------- | ----------------------- | ----------------------- | ----------------------- | ----------------------- | ----------------------- |
| 2008  | Nie zakwalifikowała się | Nie zakwalifikowała się | Nie zakwalifikowała się | Nie zakwalifikowała się | Nie zakwalifikowała się | Nie zakwalifikowała się | Nie zakwalifikowała się | Nie zakwalifikowała się |
| 2009  | Nie zakwalifikowała się | Nie zakwalifikowała się | Nie zakwalifikowała się | Nie zakwalifikowała się | Nie zakwalifikowała się | Nie zakwalifikowała się | Nie zakwalifikowała się | Nie zakwalifikowała się |
| 2010  | Nie zakwalifikowała się | Nie zakwalifikowała się | Nie zakwalifikowała się | Nie zakwalifikowała się | Nie zakwalifikowała się | Nie zakwalifikowała się | Nie zakwalifikowała się | Nie zakwalifikowała się |
| 2011  | Nie zakwalifikowała się | Nie zakwalifikowała się | Nie zakwalifikowała się | Nie zakwalifikowała się | Nie zakwalifikowała się | Nie zakwalifikowała się | Nie zakwalifikowała się | Nie zakwalifikowała się |
| 2012  | Nie zakwalifikowała się | Nie zakwalifikowała się | Nie zakwalifikowała się | Nie zakwalifikowała się | Nie zakwalifikowała się | Nie zakwalifikowała się | Nie zakwalifikowała się | Nie zakwalifikowała się |
| 2013  | Mistrzostwo             | 1/4                     | 2                       | 2                       | 0                       | 0                       | 4                       | 1                       |
| 2014  | Nie zakwalifikowała się | Nie zakwalifikowała się | Nie zakwalifikowała się | Nie zakwalifikowała się | Nie zakwalifikowała się | Nie zakwalifikowała się | Nie zakwalifikowała się | Nie zakwalifikowała się |
| 2015  | Nie zakwalifikowała się | Nie zakwalifikowała się | Nie zakwalifikowała się | Nie zakwalifikowała się | Nie zakwalifikowała się | Nie zakwalifikowała się | Nie zakwalifikowała się | Nie zakwalifikowała się |
| 2016  | Nie zakwalifikowała się | Nie zakwalifikowała się | Nie zakwalifikowała się | Nie zakwalifikowała się | Nie zakwalifikowała się | Nie zakwalifikowała się | Nie zakwalifikowała się | Nie zakwalifikowała się |
| 2017  | Nie zakwalifikowała się | Nie zakwalifikowała się | Nie zakwalifikowała się | Nie zakwalifikowała się | Nie zakwalifikowała się | Nie zakwalifikowała się | Nie zakwalifikowała się | Nie zakwalifikowała się |
| 2018  | Faza grupowa            | 7/8                     | 3                       | 0                       | 2                       | 1                       | 2                       | 7                       |
| 2019  | Nie zakwalifikowała się | Nie zakwalifikowała się | Nie zakwalifikowała się | Nie zakwalifikowała się | Nie zakwalifikowała się | Nie zakwalifikowała się | Nie zakwalifikowała się | Nie zakwalifikowała się |
| 2022  | Nie zakwalifikowała się | Nie zakwalifikowała się | Nie zakwalifikowała się | Nie zakwalifikowała się | Nie zakwalifikowała się | Nie zakwalifikowała się | Nie zakwalifikowała się | Nie zakwalifikowała się |
| 2023  | Faza grupowa            | 5/8                     | 3                       | 1                       | 0                       | 2                       | 2                       | 7                       |
| 2024  | Półfinał                | 3/8                     | 5                       | 1                       | 2                       | 2                       | 4                       | 6                       |
| Razem | Razem                   | 4/12                    | 13                      | 4                       | 4                       | 5                       | 12                      | 21                      |

## Selekcjonerzy
| Lata                  | Selekcjoner                  |
| --------------------- | ---------------------------- |
| 01.07.2009–12.2010    | Mateusz Smuda                |
| 01.2011–04.2014       | Zbigniew Witkowski           |
| 05.2014–24.04.2019    | Nina Patalon                 |
| 15.05.2018–19.05.2018 | Paulina Kawalec (zastępstwo) |
| 24.04.2019–2024       | Marcin Kasprowicz            |
| 2024–                 | Paulina Kawalec              |

## Skład w 2018 r
Następujące piłkarki zostały powołane przez selekcjonera Ninę Patalon do kadry na mistrzostwa Europy 2018 na Litwie:
| Nr           | Zawodnik              | Data urodzenia (wiek)         | Klub                      |
| Bramkarki    | Bramkarki             | Bramkarki                     | Bramkarki                 |
| ------------ | --------------------- | ----------------------------- | ------------------------- |
| 1            | Marta Kaźmierczak     | 28 listopada 2002 (15 lat)    | Bielawianka Bielawa       |
| 12           | Sara Kierul           | 23 czerwca 2002 (15 lat)      | Blau-Weiß Hohen Neuendorf |
| Obrończynie  |                       |                               |                           |
| 2            | Anna Konkol           | 8 stycznia 2002 (16 lat)      | ROW Rybnik                |
| 5            | Oliwia Silny          | 16 lipca 2002 (15 lat)        | Bielawianka Bielawa       |
| 6            | Zuzanna Radochońska   | 11 listopada 2002 (15 lat)    | Sztorm AWFiS Gdańsk       |
| 8            | Wiktoria Zieniewicz   | 9 maja 2002 (16 lat)          | UKS SMS Łódź              |
| 15           | Oliwia Cichy          | 18 września 2001 (16 lat)     | Czarni Sosnowiec          |
| 16           | Alicja Sokołowska     | 26 października 2002 (15 lat) | UKS SMS Łódź              |
| 17           | Zofia Buszewska       | 5 kwietnia 2002 (16 lat)      | Medyk Konin               |
| Pomocniczki  |                       |                               |                           |
| 4            | Paulina Oleksiak      | 4 lipca 2002 (15 lat)         | UKS SMS Łódź              |
| 10           | Paulina Filipczak     | 5 lipca 2001 (16 lat)         | UKS SMS Łódź              |
| 11           | Adrianna Achcińska    | 22 kwietnia 2002 (16 lat)     | Miedź Legnica             |
| 13           | Wiktoria Kiszkis      | 14 czerwca 2003 (14 lat)      | Arsenal LFC               |
| 14           | Michelle Biskup       |                               | FC Köln                   |
| 19           | Natalia Padilla Bidas |                               | Málaga CF                 |
| 20           | Alexis Legowski       | 20 września 2001 (16 lat)     | FC Stars                  |
| Napastniczki |                       |                               |                           |
| 3            | Agnieszka Glinka      | 8 lipca 2002 (15 lat)         | UKS SMS Łódź              |
| 7            | Paulina Tomasiak      | 2 stycznia 2002 (16 lat)      | UKS Staszkówka Jelna      |
| 9            | Kinga Kozak           | 15 października 2002 (15 lat) | Medyk Konin               |
| 18           | Klaudia Homa          | 18 stycznia 2002 (16 lat)     | AZS Wrocław               |

## Historia
ME 2008
Polski zespół przystąpił do walki o mistrzostwo Europy do lat 17 już od pierwszej edycji tych rozgrywek. W pierwszej rundzie eliminacyjnej zajął drugie miejsce w swojej grupie. Awans do dalszych gier uzyskiwał bezpośrednio zwycięzca każdej z grup oraz sześć drużyn z drugich miejsc z najlepszymi bilansami, wśród których znalazła się także Polska. W drugiej rundzie do turnieju finałowego awansowali już tylko zwycięzcy i Polska po zajęciu ponownie drugiego miejsca w grupie nie uzyskała promocji.
- I runda eliminacyjna:

| Poz. | Drużyna     | M | Pkt. | Mecze | Mecze | Mecze | Bramki | Bramki |
| Poz. | Drużyna     | M | Pkt. | zwy.  | rem.  | por.  | zdob.  | stra.  |
| ---- | ----------- | - | ---- | ----- | ----- | ----- | ------ | ------ |
| 1    | Holandia    | 3 | 9    | 3     | 0     | 0     | 7      | 0      |
| 2    | Polska      | 3 | 6    | 2     | 0     | 1     | 8      | 2      |
| 3    | Azerbejdżan | 3 | 3    | 1     | 0     | 2     | 2      | 7      |
| 4    | Grecja      | 3 | 0    | 0     | 0     | 3     | 1      | 9      |

- Wyniki Polek:

| 08.10.2007 | Polska   | 4 – 0 | Grecja      |  |  |
| 10.10.2007 | Polska   | 4 – 0 | Azerbejdżan |  |  |
| 13.10.2007 | Holandia | 2 – 0 | Polska      |  |  |

- II runda eliminacyjna:

| Poz. | Drużyna    | M | Pkt. | Mecze | Mecze | Mecze | Bramki | Bramki |
| Poz. | Drużyna    | M | Pkt. | zwy.  | rem.  | por.  | zdob.  | stra.  |
| ---- | ---------- | - | ---- | ----- | ----- | ----- | ------ | ------ |
| 1    | Niemcy     | 3 | 9    | 3     | 0     | 0     | 11     | 1      |
| 2    | Polska     | 3 | 4    | 1     | 1     | 1     | 3      | 4      |
| 3    | Szwecja    | 3 | 2    | 0     | 2     | 1     | 3      | 6      |
| 4    | Szwajcaria | 3 | 1    | 0     | 1     | 2     | 1      | 7      |

- Wyniki Polek:

| 10.04.2008 | Szwecja | 1 – 1 | Polska     |  |  |
| 12.04.2008 | Niemcy  | 3 – 0 | Polska     |  |  |
| 15.04.2008 | Polska  | 2 – 0 | Szwajcaria |  |  |

 ME 2009 
W drugiej edycji mistrzostw Europy Polki odpadły już na etapie I rundy eliminacyjnej.
- I runda eliminacyjna:

| Poz. | Drużyna   | M | Pkt. | Mecze | Mecze | Mecze | Bramki | Bramki |
| Poz. | Drużyna   | M | Pkt. | zwy.  | rem.  | por.  | zdob.  | stra.  |
| ---- | --------- | - | ---- | ----- | ----- | ----- | ------ | ------ |
| 1    | Czechy    | 3 | 9    | 3     | 0     | 0     | 14     | 2      |
| 2    | Macedonia | 3 | 6    | 2     | 0     | 1     | 7      | 4      |
| 3    | Polska    | 3 | 3    | 1     | 0     | 2     | 7      | 5      |
| 4    | Łotwa     | 3 | 0    | 0     | 0     | 3     | 1      | 18     |

- Wyniki Polek:

| 13.09.2008 | Polska | 2 – 3 | Macedonia |  |  |
| 16.09.2008 | Polska | 5 – 0 | Łotwa     |  |  |
| 18.09.2008 | Polska | 0 – 2 | Czechy    |  |  |

 ME 2010 
W trzecim podejściu Polki po raz drugi dotarły do II fazy eliminacji.
- I runda eliminacyjna:

| Poz. | Drużyna  | M | Pkt. | Mecze | Mecze | Mecze | Bramki | Bramki |
| Poz. | Drużyna  | M | Pkt. | zwy.  | rem.  | por.  | zdob.  | stra.  |
| ---- | -------- | - | ---- | ----- | ----- | ----- | ------ | ------ |
| 1    | Belgia   | 3 | 7    | 2     | 1     | 0     | 11     | 3      |
| 2    | Polska   | 3 | 7    | 2     | 1     | 0     | 6      | 1      |
| 3    | Rumunia  | 3 | 3    | 1     | 0     | 2     | 2      | 6      |
| 4    | Bułgaria | 3 | 0    | 0     | 0     | 3     | 1      | 10     |

- Wyniki Polek:

| 22.10.2009 | Polska | 2 – 0 | Bułgaria |  |  |
| 24.10.2009 | Polska | 3 – 0 | Rumunia  |  |  |
| 27.10.2009 | Belgia | 1 – 1 | Polska   |  |  |

- II runda eliminacyjna:

| Poz. | Drużyna  | M | Pkt. | Mecze | Mecze | Mecze | Bramki | Bramki |
| Poz. | Drużyna  | M | Pkt. | zwy.  | rem.  | por.  | zdob.  | stra.  |
| ---- | -------- | - | ---- | ----- | ----- | ----- | ------ | ------ |
| 1    | Irlandia | 3 | 7    | 2     | 1     | 0     | 6      | 3      |
| 2    | Szwecja  | 3 | 6    | 2     | 0     | 1     | 11     | 3      |
| 3    | Polska   | 3 | 2    | 0     | 2     | 1     | 4      | 7      |
| 4    | Ukraina  | 3 | 1    | 0     | 1     | 2     | 3      | 11     |

- Wyniki Polek:

| 10.04.2010 | Szwecja | 4 – 1 | Polska   |  |  |
| 13.04.2010 | Polska  | 1 – 1 | Irlandia |  |  |
| 15.04.2010 | Ukraina | 2 – 2 | Polska   |  |  |

 ME 2011 
W 2011 roku Polska po raz drugi z rzędu zatrzymała się na II etapie eliminacji.
- I runda eliminacyjna:

| Poz. | Drużyna    | M | Pkt. | Mecze | Mecze | Mecze | Bramki | Bramki |
| Poz. | Drużyna    | M | Pkt. | zwy.  | rem.  | por.  | zdob.  | stra.  |
| ---- | ---------- | - | ---- | ----- | ----- | ----- | ------ | ------ |
| 1    | Szwajcaria | 3 | 9    | 3     | 0     | 0     | 13     | 0      |
| 2    | Polska     | 3 | 6    | 2     | 0     | 1     | 20     | 1      |
| 3    | Estonia    | 3 | 3    | 1     | 0     | 2     | 5      | 16     |
| 4    | Łotwa      | 3 | 0    | 0     | 0     | 3     | 1      | 22     |

- Wyniki Polek:

| 14.10.2010 | Polska | 9 – 0  | Estonia    |  |  |
| 16.10.2010 | Polska | 11 – 0 | Łotwa      |  |  |
| 19.10.2010 | Polska | 0 – 1  | Szwajcaria |  |  |

- II runda eliminacyjna:

| Poz. | Drużyna  | M | Pkt. | Mecze | Mecze | Mecze | Bramki | Bramki |
| Poz. | Drużyna  | M | Pkt. | zwy.  | rem.  | por.  | zdob.  | stra.  |
| ---- | -------- | - | ---- | ----- | ----- | ----- | ------ | ------ |
| 1    | Islandia | 3 | 9    | 3     | 0     | 0     | 8      | 1      |
| 2    | Polska   | 3 | 6    | 2     | 0     | 1     | 5      | 4      |
| 3    | Anglia   | 3 | 3    | 1     | 0     | 2     | 2      | 4      |
| 4    | Szwecja  | 3 | 0    | 0     | 0     | 3     | 2      | 8      |

- Wyniki Polek:

| 09.04.2011 | Szwecja  | 1 – 3 | Polska |  |  |
| 11.04.2011 | Islandia | 2 – 0 | Polska |  |  |
| 14.04.2011 | Polska   | 2 – 1 | Anglia |  |  |

ME 2012
W 2012 roku Polki po raz kolejny awansowały do II rundy eliminacyjnej, gdzie jednak przegrały wszystkie spotkania i zajęły ostatnie miejsce w grupie.
- I runda eliminacyjna:

| Poz. | Drużyna    | M | Pkt. | Mecze | Mecze | Mecze | Bramki | Bramki |
| Poz. | Drużyna    | M | Pkt. | zwy.  | rem.  | por.  | zdob.  | stra.  |
| ---- | ---------- | - | ---- | ----- | ----- | ----- | ------ | ------ |
| 1    | Szwajcaria | 3 | 9    | 3     | 0     | 0     | 34     | 2      |
| 2    | Polska     | 3 | 6    | 2     | 0     | 1     | 19     | 2      |
| 3    | Łotwa      | 3 | 3    | 1     | 0     | 2     | 1      | 21     |
| 4    | Gruzja     | 3 | 0    | 0     | 0     | 3     | 1      | 30     |

- Wyniki Polek:

| 15.10.2011 | Polska | 6 – 0  | Łotwa      |  |  |
| 17.10.2011 | Polska | 12 – 0 | Gruzja     |  |  |
| 20.10.2011 | Polska | 1 – 2  | Szwajcaria |  |  |

- II runda eliminacyjna:

| Poz. | Drużyna  | M | Pkt. | Mecze | Mecze | Mecze | Bramki | Bramki |
| Poz. | Drużyna  | M | Pkt. | zwy.  | rem.  | por.  | zdob.  | stra.  |
| ---- | -------- | - | ---- | ----- | ----- | ----- | ------ | ------ |
| 1    | Francja  | 3 | 9    | 3     | 0     | 0     | 12     | 0      |
| 2    | Norwegia | 3 | 6    | 2     | 0     | 1     | 3      | 4      |
| 3    | Irlandia | 3 | 3    | 1     | 0     | 2     | 1      | 6      |
| 4    | Polska   | 3 | 0    | 0     | 0     | 3     | 0      | 6      |

- Wyniki Polek:

| 19.03.2012 | Norwegia | 1 – 0 | Polska   |  |  |
| 21.03.2012 | Francja  | 4 – 0 | Polska   |  |  |
| 24.03.2012 | Polska   | 0 – 1 | Irlandia |  |  |

ME 2013
Podczas szóstej edycji mistrzostw Europy U-17 Polki wygrały te rozgrywki, osiągając największy sukces zarówno w dotychczasowej historii reprezentacji do lat 17, jak i całej polskiej piłki nożnej kobiet. Zanim jednak do tego doszło, w I rundzie eliminacyjnej Polki nieomal odpadły z rywalizacji. W swojej grupie bowiem zajęły drugie miejsce, które dawało awans tylko pięciu zespołom (z 11 grup) z najlepszym bilansem punktowym i bramkowym, biorąc pod uwagę spotkania z pierwszą i trzecią drużyną w grupie. Polska znalazła się na ostatnim, piątym miejscu dającym awans do dalszych gier, wyprzedzając szóstą Islandię dzięki większej liczbie strzelonych bramek (Polska miała bilans 4:3, podczas gdy Islandia 3:2). Co więcej, w swym ostatnim meczu (przegranym ze zwycięzcą grupy 4., Czechami 0:2) Islandia straciła drugiego gola (który zmienił bilans bramkowy Islandii na mniej korzystny od bilansu Polski) w piątej minucie doliczonego czasu gry.
- I runda eliminacyjna:

| Poz. | Drużyna     | M | Pkt. | Mecze | Mecze | Mecze | Bramki | Bramki |
| Poz. | Drużyna     | M | Pkt. | zwy.  | rem.  | por.  | zdob.  | stra.  |
| ---- | ----------- | - | ---- | ----- | ----- | ----- | ------ | ------ |
| 1    | Hiszpania   | 3 | 9    | 3     | 0     | 0     | 15     | 0      |
| 2    | Polska      | 3 | 6    | 2     | 0     | 1     | 7      | 3      |
| 3    | Słowacja    | 3 | 3    | 1     | 0     | 2     | 4      | 9      |
| 4    | Wyspy Owcze | 3 | 0    | 0     | 0     | 3     | 1      | 15     |

- Wyniki Polek:

| 03.09.2012 | Polska      | 4 – 0 | Słowacja  |  |  |
| 05.09.2012 | Wyspy Owcze | 0 – 3 | Polska    |  |  |
| 08.09.2012 | Polska      | 0 – 3 | Hiszpania |  |  |

Drugą rundę eliminacji Polki rozpoczęły od wygranej z Irlandią 2:1, rewanżując się za porażkę z rozgrywek rok wcześniej. W kolejnym meczu pokonały Norwegię, co sprawiło, że aby mieć pewny awans, w ostatnim spotkaniu z gospodarzami turnieju eliminacyjnego Austrią, wystarczał remis. Z powodu złych warunków pogodowych trzecią kolejkę w pierwotnym terminie odwołano i przełożono na 14 kwietnia. Spotkanie z Austrią rozpoczęło się bardzo dobrze dla Polek, gdyż już w pierwszej minucie gry gola strzeliła Dżesika Jaszek. W drugiej połowie Austriaczki wyrównały i mecz ostatecznie zakończył się remisem, który dał Polkom pierwszy, historyczny awans do turnieju finałowego.
- II runda eliminacyjna:

| Poz. | Drużyna  | M | Pkt. | Mecze | Mecze | Mecze | Bramki | Bramki |
| Poz. | Drużyna  | M | Pkt. | zwy.  | rem.  | por.  | zdob.  | stra.  |
| ---- | -------- | - | ---- | ----- | ----- | ----- | ------ | ------ |
| 1    | Polska   | 3 | 7    | 2     | 1     | 0     | 6      | 2      |
| 2    | Norwegia | 3 | 4    | 1     | 1     | 1     | 2      | 3      |
| 3    | Austria  | 3 | 4    | 1     | 1     | 1     | 5      | 4      |
| 4    | Irlandia | 3 | 1    | 0     | 1     | 2     | 2      | 6      |

- Wyniki Polek:

| 27.03.2013 | Irlandia | 1 – 2 | Polska  |  |  |
| 29.03.2013 | Norwegia | 0 – 3 | Polska  |  |  |
| 14.04.2013 | Polska   | 1 – 1 | Austria |  |  |

W półfinale, rozgrywanego w szwajcarskim Nyonie turnieju finałowego, Polki zmierzyły się z zespołem Belgii. W 25. minucie Katarzyna Konat dała biało-czerwonym prowadzenie, ale cztery minuty później Belgijki wyrównały. W drugiej połowie Polska strzeliła jednak dwie kolejne bramki i zwyciężyła 3:1, awansując do finału. W końcówce meczu kontuzji doznała kapitan reprezentacji Polski, Katarzyna Gozdek, przez co nie mogła wystąpić w spotkaniu finałowym. W drugim półfinale Szwedki wyeliminowały po rzutach karnych Hiszpanię.
Mecz finałowy, transmitowany w telewizji Eurosport, rozpoczął się od ataków zawodniczek ze Szwecji. Po jednym ze strzałów piłka uderzyła w słupek polskiej bramki. Z czasem mecz się wyrównał, a po upływie niespełna kwadransa Polki wyszły na prowadzenie. Po dośrodkowaniu Dominiki Dereń piłkę w polu karnym przyjęła Ewelina Kamczyk i zdobyła bramkę dla swojego zespołu. Od tego czasu groźniejsze ataki wyprowadzały Polki, a kilkakrotnie blisko zdobycia bramki była Ewa Pajor. W drugiej połowie wyraźniejszą przewagę miały Szwedki. W 56. minucie jeden ze strzałów z dystansu trafił w polską poprzeczkę. Trzy minuty później w odpowiedzi z rzutu wolnego w poprzeczkę szwedzkiej bramki trafiła Patrycja Michalczyk. Im bliżej było końca, tym coraz większą przewagę miały Szwedki. W 68. minucie piłka po raz drugi odbiła się od poprzeczki polskiej bramki. Mimo ataków, rywalkom Polek nie udało się już doprowadzić do wyrównania i zespół prowadzony przez Zbigniewa Witkowskiego zdobył tytuł mistrzyń Europy.
- Turniej finałowy:

Półfinał:
| 25 czerwca 2013 12:00 CET | Belgia · De Caigny 29' | 1 – 3(1 – 1)Raport | Polska · Konat 25' · Dudek 43' · Pajor 67' | Centre sportif de Colovray, Nyon Sędzia: Vesna Budimir |
|                           |                        |                    |                                            |                                                        |

Finał:
| 28 czerwca 2013 14:30 CET | Polska · Kamczyk 15' | 1 – 0(1 – 0)Raport | Szwecja | Centre sportif de Colovray, Nyon Sędzia: Vesna Budimir |
|                           |                      |                    |         |                                                        |

- Kadra Polski na turniej finałowy[15]:

Bramkarki: Anna Okulewicz, Kinga Szemik
Obrończynie: Katarzyna Michalska, Patrycja Michalczyk, Karolina Ostrowska, Dominika Dereń, Katarzyna Gozdek, Katarzyna Konat
Pomocniczki: Paulina Dudek, Magdalena Gozdecka, Gabriela Grzywińska, Ewelina Kamczyk, Sylwia Matysik, Anna Rędzia, Urszula Wasil
Napastniczki: Dżesika Jaszek, Ewa Pajor, Anna Zapała
Trener: Zbigniew Witkowski